# 查理斯·蘇黎
查理斯·蘇黎（英語：Charles Csuri，1922年7月4日—2022年2月27日），美国计算机图形学研究者，擅長以數學運算為基礎來從事藝術創作。特別是以運算模擬色彩、質感、光線等視覺元素的「演算繪畫」（ALGORITHMIC PAINTINGS）系列，成為早期3D立體圖像作品之代表。